# Бухта (булочка)
Бу́хта (чеш. buchta), бу́хтель (нем. Buchtel; нем. Wuchtel, нем. Ofennude, нем. Rohrnudel) — сладкая булочка из дрожжевого теста с повидлом, джемом, шоколадом, молотым маком или творогом. Бухты смазывают маслом и запекают в большой сковороде, чтобы они склеились и их можно было затем разъединить. В бухтах начинка всегда находится внутри булочки, и этим они главным образом отличаются от другой популярной чешской выпечки — колачей (koláč), у которых начинка находится сверху как у ватрушки, и не прикрыта тестом.
Бухты можно полить ванильным соусом, тёплым заварным кремом, сахарной пудрой или есть просто так тёплыми. Булочки подают тёплыми, в основном как выпечку на завтрак или с чаем. В XIX веке их можно было варить как дамплинги.
Бухты происходят из чешской Богемии, но булочки также играют важную роль в австрийской, словацкой, словенской и венгерской кухне. В Баварии бухты называются Rohrnudeln, в словенском buhteljni, в сербском buhtle или buhtla, в венгерском bukta, в Кайкавском наречии buhtli, в хорватском buhtle, в польском buchta, и в чешском buchta или buchtička, в Ломбардии Buten, в Румынии в Банатском районе — bucte.

## Галерея

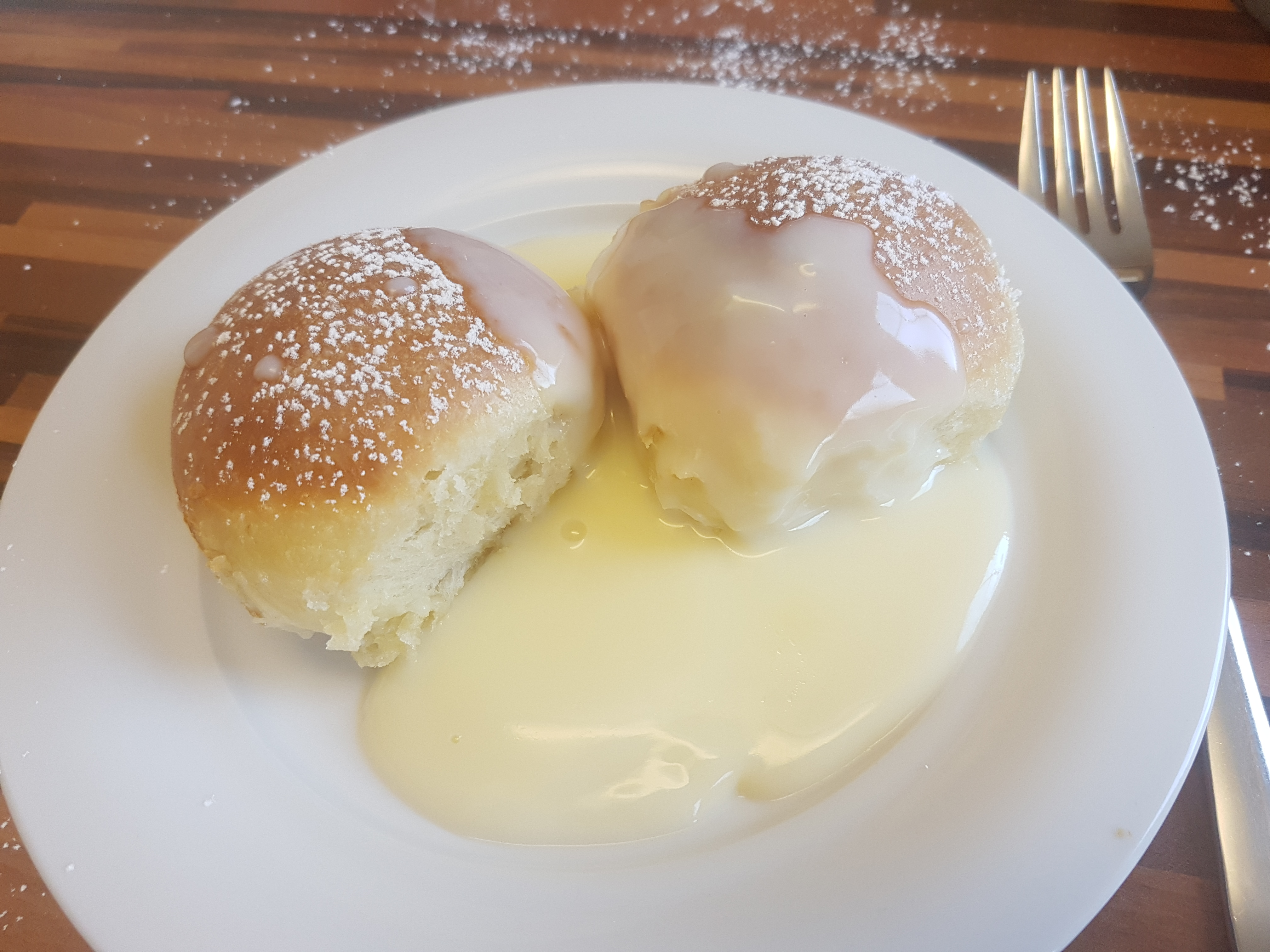
Домашние бухты с ванильным соусом
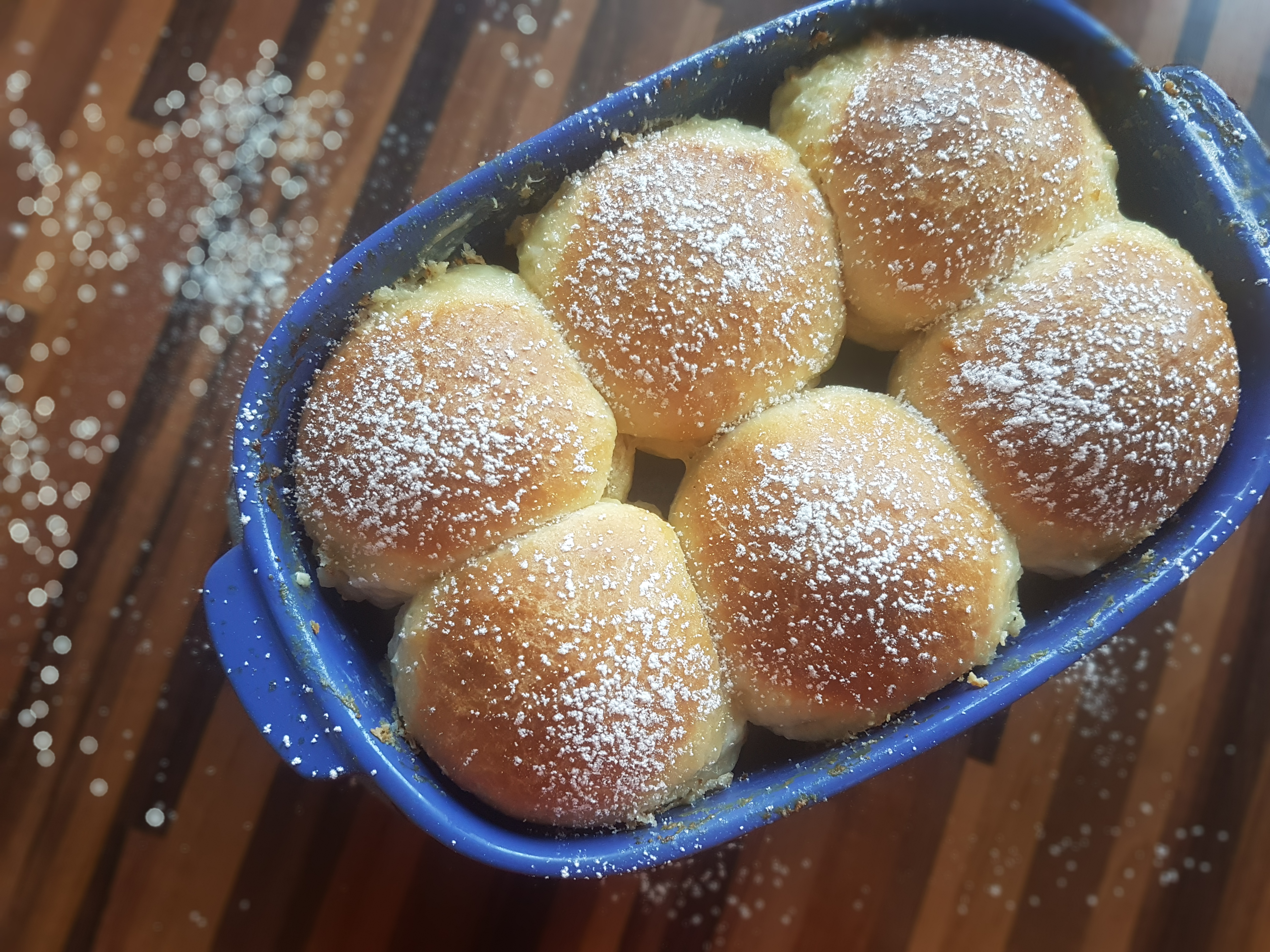
Свежеиспечённые домашние бухтели